# Kogalu River
Kogalu River är ett vattendrag i Kanada.   Det ligger i territoriet Nunavut, i den nordöstra delen av landet, 2 800 km norr om huvudstaden Ottawa.
Trakten runt Kogalu River består i huvudsak av gräsmarker. Trakten runt Kogalu River är nära nog obefolkad, med mindre än två invånare per kvadratkilometer.